# Tênis Clube São José dos Campos

O Tênis Clube São José dos Campos, fundado em 30 de abril de 1948, é um grande clube de lazer e esportes em São José dos Campos, no estado de São Paulo. O clube criou um importante time de basquete durante os anos 70 e anos 80. Possui também várias escolinhas de esportes e realiza eventos e atividades.

## Arenas
- Ginásio Esportivo "Manoel Bosco Ribeiro"
- Ginásio Municipal José Edvar Simões
- Endereço:  Av. Nove de Julho 23 Vila Adyana - São José dos Campos